# Симитли (община)
Симитли (болг. Община Симитли) — община в Болгарии. Входит в состав Благоевградской области. Население составляет 15 437 человек (на 15 мая 2008 года).
Административный центр — город Симитли.
Площадь территории общины 529 км².
Кмет (мэр) общины Симитли — Апостол Стефанов Апостолов (коалиция в составе 3 партий: Политическое движение социал-демократов (ПДСД), Национальное движение «Симеон Второй» (НДСВ), Болгарская социал-демократия (БСД)) по результатам выборов.

## Состав общины
В состав общины входят следующие населённые пункты:
1. село Брежани
2. село Брестово
3. село Горно-Осеново
4. село Градево
5. село Докатичево
6. село Долно-Осеново
7. село Железница
8. село Крупник
9. село Мечкул
10. село Полена
11. село Полето
12. село Ракитна
13. село Сенокос
14. город Симитли
15. село Сухострел
16. село Сушица
17. село Тросково
18. село Черниче